# Edward Middleton Manigault
Pour les articles homonymes, voir Manigault.
Edward Middleton Manigault (né le 14 juin 1887 à London, en Ontario – mort le 31 août 1922 à San Francisco, en Californie) est un peintre moderniste canado-américain.

## Biographie
Edward Middleton Manigault est né en Ontario de parents américains originaires de Caroline du Sud. Encouragé très tôt à s’adonner à l’art, il a 18 ans quand la ville de London le charge de dessiner des bâtiments de la ville qui seront reproduits en cartes postales.
En 1905, il s’installe à New York et suit les cours de la New York School of Art. Ses professeurs sont Robert Henri et Kenneth Hayes Miller.
À partir de 1909, Manigault s’éloigne du réalisme américain et peint dans un style postimpressionniste. La même année, il expose ses œuvres à New York et prend part à l’Exposition des artistes indépendants.
Durant l’été 1912, il voyage en Angleterre et en France.
Manigault se porte volontaire pour rejoindre le corps expéditionnaire britannique en 1915, pendant la Première Guerre mondiale. Il épouse Gertrude Buffington Phillips deux jours avant de partir. Ambulancier dans les Flandres d’avril à novembre 1915, il est relevé de ses fonctions pour raisons médicales après avoir été exposé au gaz moutarde. Par la suite il souffre d’une longue dépression et sa santé ne cesse de décliner.
Manigault pratiquait le jeûne afin d’« approcher le plan spirituel et voir des couleurs non perceptibles par l’œil physique », ce qui ne fit qu’empirer son état de santé.

## Galerie photographique

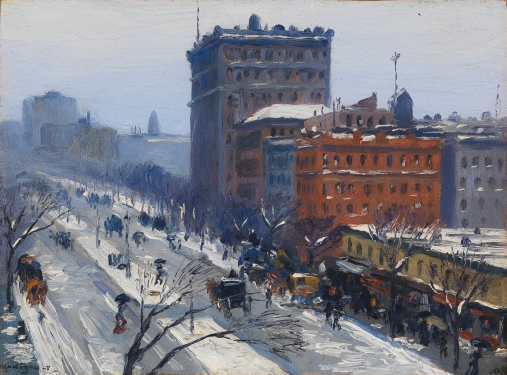
Scène de rue à New York (1908)
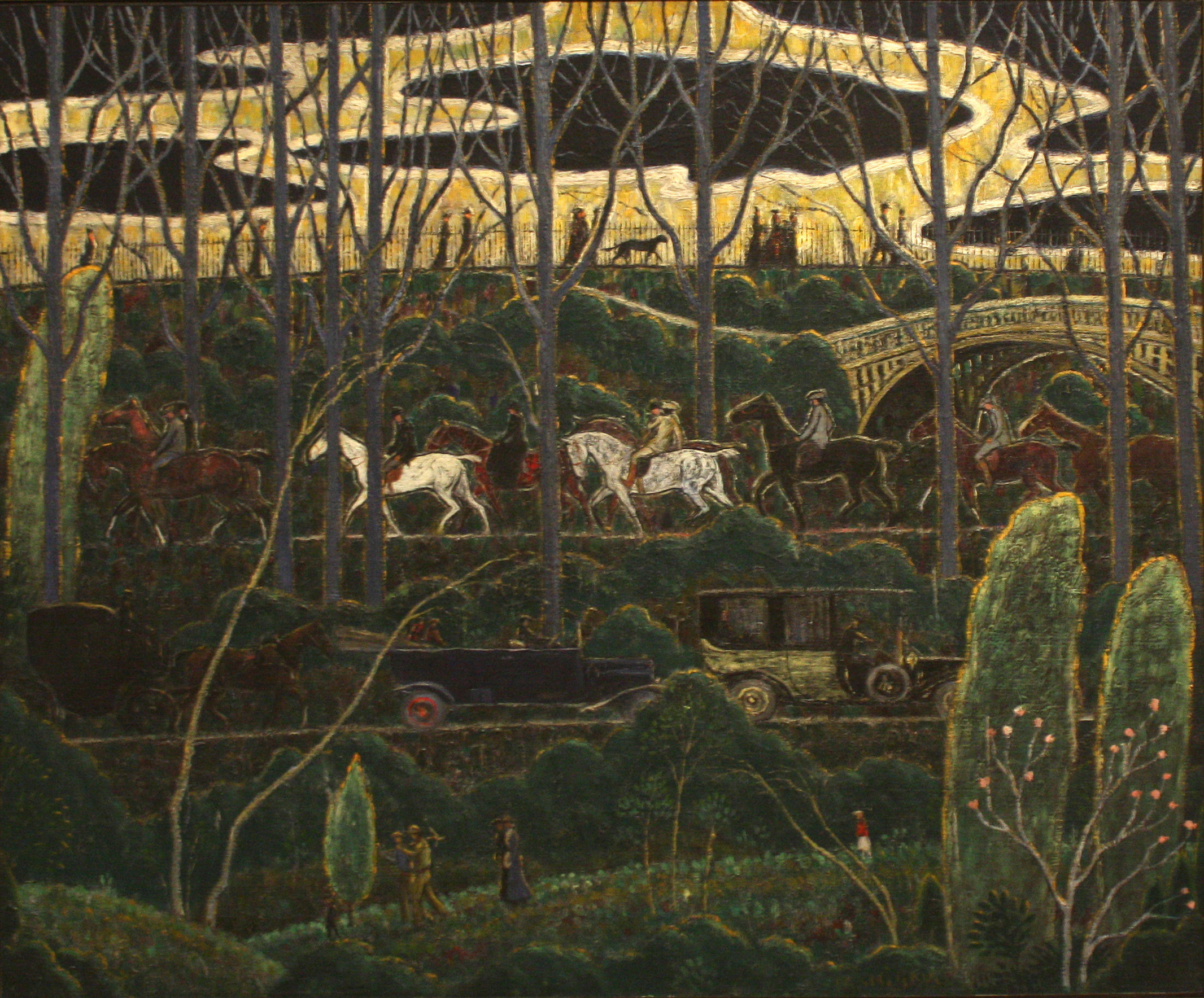
Procession (1911)
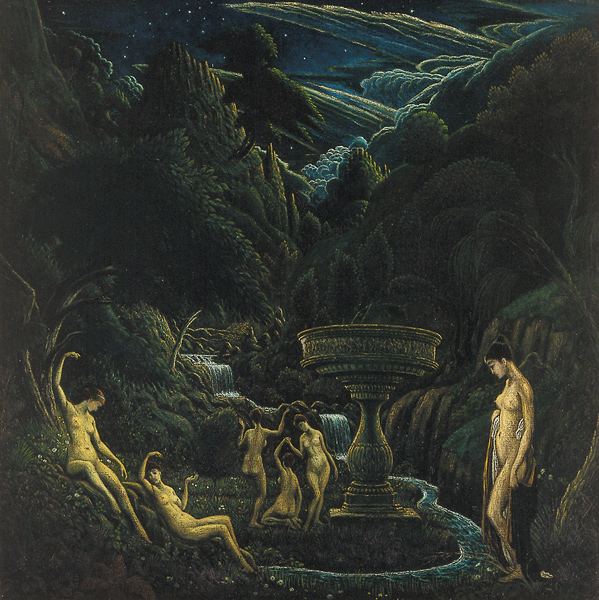
La Source (1914)
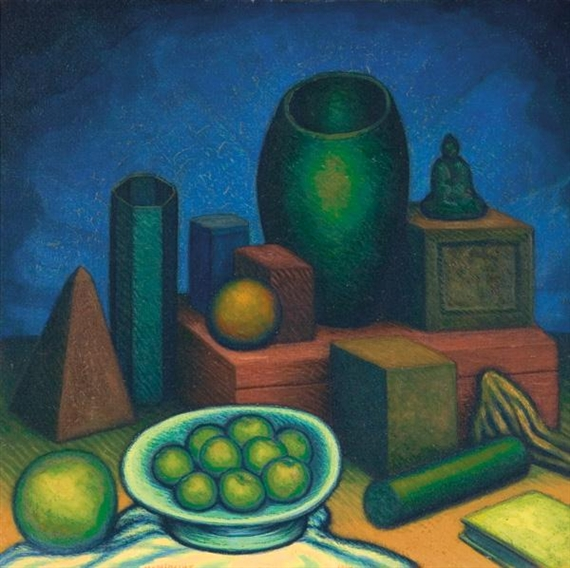
Nature morte avec citrons (1916)